# Демченко, Алексей Георгиевич
Алексей Георгиевич Демченко (род. 1987) — казахстанский ватерполист, мастер спорта, вратарь «Астаны» и сборной Казахстана.

## Биография

### Клубная карьера
- Многократный чемпион Казахстана
- 4 место в чемпионате России (1) — 2010/11

### Карьера в сборной
- Чемпион Азии (1) — 2012
- Серебряный призёр чемпиона Азии (1) — 2009
- Чемпион пляжных Азиатских игр (1) — 2010
- Серебряный призёр Азиатских игр (1) — 2006
- Участник чемпионата мира (2) — 2009 (16 место), 2011 (13 место)